# Ligne de Landquart à Coire
La ligne de Landquart à Coire (en allemand Bahnstrecke Landquart-Chur), est une ligne ferroviaire suisse, no 908, elle fait partie du réseau à voie étroite des Chemins de fer rhétiques (RhB). C'est une ligne qui relie les villes de Landquart et de Coire, dans le canton des Grisons.

## Chronologie
- 29 août 1896 : mise en service de Landquart à Coire[1].

## Histoire
Lors de sa mise en service, le 29 août 1896 par la « Compagnie du chemin de fer à voie étroite de Landquart à Davos », la ligne de Landquart à Coire n'est que le premier tronçon du projet d'une ligne devant rejoindre Thusis. Sur les 14 kilomètres de son parcours elle suit en parallèle la ligne à voie normale la ligne de Sargans à Coire ouverte en 1856.